# Resolució 14 del Consell de Seguretat de les Nacions Unides
La Resolució 14 del Consell de Seguretat de les Nacions Unides, aprovada el 16 de desembre de 1946 en la qual s'establia el canvi de regles del procediment existent dins del Consell de Seguretat. En aquesta es va determinar que la durada de la presidència rotativa del Consell es correspondria amb l'any natural. A més, es va decidir que la durada dels membres electes del Consell de Seguretat s'iniciés l'1 de gener i finalitzés el 31 de desembre de cada any.
La resolució va ser aprovada amb 9 vots a favor i l'abstenció de la Unió Soviètica i dels Estats Units.